# Казачий круг (ансамбль)
Казачий круг (Казачий Кругъ) — фольклорный музыкальный ансамбль, созданный в 1986—1987 годах в Москве. В его  репертуаре около 300 песен  донских,  запорожских и кубанских,  терских,  уральских,  сибирских,  волжских казачьих войск России, а также  казаков-некрасовцев.
Песенный материал собирается участниками ансамбля в фольклорных экспедициях. Участники ансамбля стараются максимально точно следовать старым  традициям казачьего пения, бережно сохраняя распев и диалект оригинала.
Ансамбль является дипломантом и лауреатом многих фестивалей, выступает с концертами в  России и за рубежом. В настоящее время ансамбль представляет собой объединение нескольких мужских вокальных групп.
Основатель и руководитель ансамбля — Владимир Скунцев.
В 2011 году ансамбль удостоен национальной премии «Имперская культура» имени Эдуарда Володина.